# Andrea Lindmayr-Brandl
Andrea Lindmayr-Brandl (* 7. April 1960 in Schwanenstadt, Österreich) ist eine österreichische Musikwissenschaftlerin.

## Leben
Lindmayr-Brandl absolvierte ihre Studien (Doppelstudium Musikwissenschaft und Philosophie sowie Lehramtsstudium Musikerziehung und Mathematik) an der Paris Lodron Universität Salzburg sowie an der Universität Mozarteum Salzburg (1978–1983). In den Jahren 1985/86 forschte und studierte sie im Zuge eines Auslandsaufenthalts in der Schweiz an der Schola Cantorum Basiliensis (P. Reidemeister), am Institut für Musikwissenschaft der Universität Basel (W. Arlt) sowie an der ETH Zürich (Wissenschaftstheorie, P. Feyerabend). In den Jahren 1986/87 folgten Forschungsaufenthalte für Quellenstudien anlässlich der Dissertation in Italien (Florenz, Rom), Frankreich (Dijon), Deutschland (Regensburg, München) und Wien. An der Universität Salzburg promovierte sie 1988 zur Doktorin der Philosophie in den Fächern Musikwissenschaft und Philosophie mit der Dissertation Quellenstudien zu den Motetten von Johannes Ockeghem (Laaber: Laaber 1990) mit Auszeichnung. 2001 habilitierte sie sich an der Geisteswissenschaftlichen Fakultät der Universität Salzburg im Fach „Historische Musikwissenschaft“ mit der Habilitationsschrift Franz Schubert. Das fragmentarische Werk (Stuttgart: Steiner 2003). 2010 wurde sie an der Universität Salzburg zur Universitätsprofessorin ernannt.
Lindmayr-Brandl ist mit Unterbrechungen seit 1987 an der Universität Salzburg tätig; zunächst als Vertragsassistentin am Institut für Musikwissenschaft, ab 1990 als Universitätsassistentin und seit 2001 als Universitätsdozentin am Fachbereich Kunst-, Musik- und Tanzwissenschaft. 2003 erhielt sie einen Ruf an die Georg-August-Universität Göttingen (Nachfolge Martin Staehelin), der aus finanziellen Gründen wieder zurückgezogen wurde. Von 2004 bis 2006 war sie Vizedekanin der Kultur- und Gesellschaftswissenschaftlichen Fakultät der Universität Salzburg, im Studienjahr 2006/07 hatte sie den Österreich-Lehrstuhl (Austrian Chair) an der Stanford University inne. 2009/10 war sie als Gastprofessorin für Neuere Musikgeschichte am Institut für Musikwissenschaft der Universität Wien tätig, von 2009 bis 2013 war sie Präsidentin der Österreichischen Gesellschaft für Musikwissenschaft. 2011 wurde sie in den Vorstand der Internationalen Schubert-Gesellschaft e.V. (Tübingen) gewählt, 2012 zum korrespondierenden Mitglied der philosophisch-historischen Klasse der Österreichischen Akademie der Wissenschaften ernannt sowie in das Direktorium der Internationalen Gesellschaft für Musikwissenschaft (IMS) gewählt. Überdies war sie Mitglied des Direktoriums und Vizepräsidentin der Internationalen Gesellschaft für Musikwissenschaft, ist Vizepräsidentin von RISM International, zweite Vorsitzende der Internationalen Schubert-Gesellschaft und Mitglied in der Leitenden Kommission der Denkmäler der Tonkunst in Österreich. Seit 2021 ist sie Obfrau der Kommission für Interdisziplinäre Schubert Forschung an der Österreichischen Akademie der Wissenschaften.
Andrea Lindmayr-Brandl ist mit dem Philosophen Johannes L. Brandl verheiratet, ist Mutter einer Tochter und lebt in Salzburg.

## Forschung
Zu Lindmayr-Brandls Forschungsschwerpunkten zählen Quellenkunde, Musik aus der Zeit der Renaissance, Früher Notendruck, Notationskunde, Editionstechnik, Franz Schubert und dessen Zeit, Music Material Culture sowie Digital Humanities. Ferner beschäftigt sie sich mit Musik-, Kultur- und Mediengeschichte sowie Kirchenmusik. Zu diesen Themen hat sie zahlreiche Forschungsprojekte geleitet.

## Auszeichnungen
2002: Kardinal-Innitzer-Förderungspreis für Geisteswissenschaften